# Strictly Diesel
Strictly Diesel é o álbum de estreia da banda Spineshank, lançado em 1998. Ficou na posição 129 no UK Albums Chart.

## Faixas
1. "Intake"  – 2:47
2. "Stovebolt"  – 3:02
3. "Shinebox"  – 3:07
4. "Where We Fall"  – 3:31
5. "Detached"  – 3:22
6. "Slipper"  – 4:16
7. "40 Below"  – 3:22
8. "Strictly Diesel"  – 3:10
9. "Grey"  – 3:30
10. "*28"  – 4:00
11. "While My Guitar Gently Weeps" (cover de The Beatles)  – 4:02
12. "If It Breathes"  – 3:07
13. "Mend"  – 3:05
14. "Stain (Start the Machine)" (com Burton C. Bell)  – 3:21